# الحكم (أسماء الله الحسنى)
الحَكَمُ هو من أسماء الله الحسنى، وهو من صيغ المبالغة، ومعناه: الذي له الحُكمُ وحده، والذي يحكم ما يريد.

## في القرآن الكريم
ورد في القرآن الكريم مرة واحدة منكرًا، في قوله تعالى:﴿أَفَغَيْرَ اللَّهِ أَبْتَغِي حَكَمًا وَهُوَ الَّذِي أَنْزَلَ إِلَيْكُمُ الْكِتَابَ مُفَصَّلًا وَالَّذِينَ آتَيْنَاهُمُ الْكِتَابَ يَعْلَمُونَ أَنَّهُ مُنَزَّلٌ مِنْ رَبِّكَ بِالْحَقِّ فَلَا تَكُونَنَّ مِنَ الْمُمْتَرِينَ ۝١١٤﴾ سورة الأنعام:114، وورد معناه في عدة آيات مثل :
- ﴿وَإِنْ كَانَ طَائِفَةٌ مِنْكُمْ آمَنُوا بِالَّذِي أُرْسِلْتُ بِهِ وَطَائِفَةٌ لَمْ يُؤْمِنُوا فَاصْبِرُوا حَتَّى يَحْكُمَ اللَّهُ بَيْنَنَا وَهُوَ خَيْرُ الْحَاكِمِينَ ۝٨٧﴾ سورة الأعراف:87
- ﴿أَلَيْسَ اللَّهُ بِأَحْكَمِ الْحَاكِمِينَ ۝٨﴾ سورة التين:8
- ﴿وَلا يُشْرِكُ فِي حُكْمِهِ أَحَدًا﴾ سورة الكهف:26
- ﴿إِنِ الْحُكْمُ إِلاَّ لِلّهِ﴾ سورة الأنعام:57
- ﴿وَلَهُ الْحُكْمُ وَإِلَيْهِ تُرْجَعُونَ﴾ سورة القصص:70
- ﴿أَلاَ لَهُ الْحُكْمُ وَهُوَ أَسْرَعُ الْحَاسِبِينَ﴾ سورة الأنعام:62
- ﴿وَمَا اخْتَلَفْتُمْ فِيهِ مِن شَيْءٍ فَحُكْمُهُ إِلَى اللَّهِ﴾ سورة الشورى:10

## في السنة النبوية
- عن هانئ بن يزيد بن نهيك أبو شريح قال:[1]| الحكم (أسماء الله الحسنى) | لما وفدَ إلى رسولِ الله صلى الله عليه وسلم مع قومِه سمعَهم يكْنونَه بأبي الحكمِ ، فدعاه رسولُ اللهِ صلى الله عليه وسلم فقال: إن اللهَ هو الحكمُ ، وإليه الحكمُ ، فلم تكْنى أبا الحكمِ ؟ فقال: إن قومي إذا اختلفوا في شيءٍ أتوْني فحكمتُ بينهم ، فرضَي كِلاَ الفريقيْن, فقال رسولُ اللهِ ﷺ: ما أحسنَ هذا ، فما لك من الولدِ؟ قال: لي شريحٌ ، ومسلمٌ ، وعبدُ اللهِ، قال: فمن أكبرُهم ؟ قلت: شريحٌ ، قال: فأنت أبو شريحٍ. | الحكم (أسماء الله الحسنى) |
- ورد عن معاذ بن جبل أنه كَانَ لَا يَجْلِسُ مَجْلِسًا لِلذِّكْرِ حِينَ يَجْلِسُ، إِلَّا قَالَ : «اللَّهُ حَكَمٌ قِسْطٌ هَلَكَ الْمُرْتَابُونَ» [2]

## الأقوال في معناه
- قال ابن الحصار:[3]| الحكم (أسماء الله الحسنى) | وقد تضمن هذا الاسم -يعني الحكم- جميع الصفات العلى والأسماء الحسنى، إذ لا يكون حكماً إلا سميعاً بصيراً عالماً خبيراً إلى غير ذلك، فهو سبحانه الحكم بين العباد في الدنيا والآخرة في الظاهر والباطن، وفيما شرع من شرعه، وحكم من حكمه وقضاياه على خلقه قولاً وفعلاً، وليس ذلك لغير الله تعالى، ولذلك قال وقوله الحق: ﴿لَهُ الْحَمْدُ فِي الأُولَى وَالآخِرَةِ وَلَهُ الْحُكْمُ وَإِلَيْهِ تُرْجَعُونَ﴾ سورة القصص:70. وقال: ﴿الَر كِتَابٌ أُحْكِمَتْ آيَاتُهُ ثُمَّ فُصِّلَتْ مِن لَّدُنْ حَكِيمٍ خَبِيرٍ﴾ سورة هود:1. فلم يزل حكيماً قبل أن يحكم، ولا ينبغي ذلك لغيره | الحكم (أسماء الله الحسنى) |
- قال ابن جرير في تفسير قوله تعالى: ﴿أَفَغَيْرَ اللّهِ أَبْتَغِي حَكَمًا﴾ سورة الأنعام:114:[4]«قل فليس لي أن أتعدى حكمه وأتجاوزه لأنه لا حكم أعدل منه ولا قائل أصدق منه»
- قال القرطبي:[5]«والمعنى أفغير الله أطلب لكم حاكماً»
- قال الخطابي:[6]«الحكم الحاكم ومنه المثل (في بيته يؤتى الحكم) وحقيقته هو الذي سلم له الحكم ورد إليه فيه الأمر، كقوله تعالى: ﴿لَهُ الْحُكْمُ وَإِلَيْهِ تُرْجَعُونَ﴾ سورة القصص:88 وقوله: ﴿أَنتَ تَحْكُمُ بَيْنَ عِبَادِكَ فِي مَا كَانُوا فِيهِ يَخْتَلِفُونَ﴾ سورة الزمر:46 .»
- قال ابن كثير:[7]«وقوله تعالى: ﴿أَلَيْسَ اللَّهُ بِأَحْكَمِ الْحَاكِمِينَ﴾ سورة التين:8 أي أما هو أحكم الحاكمين الذي لا يجور ولا يظلم أحدًا.»
- قال الحليمي:[8]«معنى الحكم: وهو الذي إليه الحكم وأصل الحكم منع الفساد، وشرائع الله تعالى كلها استصلاح العباد»